# Ernst Meyer
För andra betydelser, se Ernst Meyer (olika betydelser).
Ernst Fredrik Wilhelm Meyer (i riksdagen kallad Meyer i Karlshamn), född 5 december 1847 i Karlshamn, död 19 januari 1925 i Stockholm, var en svensk grosshandlare och politiker, finansminister 1902–1905. Han var brorson till riksdagsmannen Edvard Meyer och morfar till skådespelaren Annika Tretow.

## Biografi
Ernst Meyer, som kom från en av Karlshamns välbärgade familjer, bedrev handelsstudier i Dresden 1862-1865 och började arbeta i familjeföretaget Winberg & Meyer 1870. Han blev delägare i firman 1874 och blev senare också direktör i Karlshamns spritbolag. Åren 1876-1883 var han brittisk vicekonsul samt 1877-1881 rysk vicekonsul i staden.
I Karlshamn var han en tongivande lokalpolitiker och var stadsfullmäktiges ordförande 1885–1902. Han var även drätselkammarens ordförande 1887–1891 och 1897–1902. Han hade också centrala uppdrag i regionens bank- och järnvägsföretag.
Meyer var riksdagsledamot i andra kammaren 1882-1885 samt vid andra riksdagen 1887 och slutligen 1897-1905. Mandatperioden 1882-1884 representerade han Karlshamns och Sölvesborgs valkrets och från 1885 Karlshamns, Sölvesborgs och Ronneby valkrets. I riksdagen var han partilös 1882 och tillhörde 1883-1885 Centerhögern, varpå han åter var partilös förutom 1897 då han tillhörde Frihandelsvänliga centern och 1899 då han tillhörde Friesenska diskussionsklubben. I riksdagen var han ledamot av bevillningsutskottet 1887 samt 1898-1902. Han engagerade sig bland annat i konstitutionella frågor, han skrev fyra egna motioner bland annat om grundlagsändringar och om inlösen Karlskrona—Växjö järnvägen.
Ernst Meyer var finansminister i Erik Gustaf Boströms andra ministär 1902-1905, och satt också kvar på sin post under efterträdaren Johan Ramstedt 1905. Han var därefter Sveriges generalkonsul i Köpenhamn 1905 samt i Helsingfors 1906-1907.
Ernst Meyer var gift med Beate Kall och hade dottern Agnes Meyer (1879–1964) som var gift med författaren och läkaren Erik Tretow.